# Teorie zarządzania
Teorie zarządzania

## Zarządzanie naukowe
Wywodzi się z początku XX wieku. Kierunek ten wyrósł na gruncie analiz procesu pracy. Oznacza on skupianie uwagi na usprawnianiu organizacji pracy człowieka na pojedynczym stanowisku oraz pracy małych zespołów i sposobów kierowania nimi.
Przedstawicielem nurtu jest Frederick Winslow Taylor.
W wyniku swoich badań Taylor stwierdził, że o podziale zadań w procesie produkcyjnym powinien decydować odrębny personel zarządzający. Do jego obowiązków należy decydowanie o normach i standardach pracy oraz sposobach ich osiągania, a także dobór pracowników do poszczególnych zadań. Decyzje powinny być podejmowane na podstawie analizy procesu pracy. Analiza taka polega na rozbiciu procesu na poszczególne czynności i poddaniu ich badaniu dla określenia najbardziej wydajnego sposobu ich wykonywania.
W nurcie zarządzania naukowego przeważa atomistyczna koncepcja człowieka jako jednostki izolowanej, kierującej się wyłącznie motywem materialnej korzyści.

## Stosunki międzyludzkie (Human relations)
Przedstawicielem kierunku jest Elton Mayo. W 1927 r. prowadził on w Hawthorne badania nad zachowaniem ludzi w procesie pracy i ich motywacjami. Ich wyniki wykazały, że na wydajność pracy duży wpływ mają warunki pracy, atmosfera w zakładzie pracy oraz stan psychiczny pracownika. Pokazały również, że poczucie uczestnictwa w zespole i satysfakcja z udziału w jego osiągnięciach stanowi silniejszą motywację dla pracowników niż korzyści materialne.
W nurcie tym została zakwestionowana atomistyczna koncepcja człowieka oraz pogląd, że kieruje się on wyłącznie korzyściami materialnymi.

## Kierunek administracyjny
Przedmiotem zainteresowania tego nurtu jest zarządzanie całym przedsiębiorstwem, centralne funkcje kierownicze oraz usprawnienie struktury organizacyjnej przedsiębiorstwa.
W obszarze tego kierunku następowała konfrontacja modelu biurokracji Maxa Webera z rzeczywiście działającymi biurokracjami. Przyczyniało się to do modyfikacji tego modelu i rozwoju teorii biurokracji. Zostały zauważone negatywne konsekwencje biurokracji oraz odkryto jej nowe cechy, które nie znalazły się w modelu Webera.